# Semana Santa en Ipiales
La Semana Santa, se celebra en  Ipiales, departamento de Nariño, en el sur de Colombia con celebraciones religiosas y procesiones sacras, que atraen a multitud de personas que acuden masivamente al lugar, así como por la cercanía al Santuario de Las Lajas, que es muy visitado por peregrinos y turistas de la comarca, de Colombia y del Ecuador.

## Aspectos generales
La ciudad de Ipiales, celebra la Semana Santa y la peregrinación al Santuario de Las Lajas, entre marzo y abril, que contiene ritos cristianos de la fe católica, traídos por los misioneros españoles en época de la conquista, y preservados por los pobladores de la comarca, con mucho esmero a través del tiempo.
En la etapa de su evolución se introdujeron tradiciones indígenas como la gastronomía nativa; los elementos utilizados para las ceremonias, como las tallas de las imágenes en madera para las procesiones, las andas, las palmas de cera, e iniciativas locales que le imprimen mayor solemnidad a la celebración, que es espiritual, multitudinaria por su participación de feligreses, penitentes, pobladores de la región y visitantes.

## Visión histórica

### .
En los primeros años del cristianismo se celebraba la Pascua de Resurrección que fue establecida por el Concilio de Nicea en el año 325, el domingo entre el 22 de marzo a 25 de abril. La Semana Santa es la conmemoración de la Pasión, Muerte y Resurrección de Jesús de Nazaret, se celebra con ritos, actividades, tradiciones y formas muy peculiares variando según la región geográfica.
Las procesiones de la Semana Santa tienen su origen a finales de la Edad Media, organizadas por los franciscanos. En España, san Francisco Ferrer estableció las procesiones de la disciplina en 1410. Los grandes talladores del barroco forjaron las mejores imágenes y escenas para las Cofradías de la ciudad de Valladolid; de allí se difundió para diferentes lugares del mundo católico creyente en Jesucristo.

### En América
Los españoles al invadir América, trajeron muchas enseñanzas y costumbres, entre ellas la celebración de la Semana Santa, siendo la más antigua la que se realiza en Guatemala, además de ser la más pomposa y representativa del Continente. Se llevan a cabo en la época de la Cuaresma y la Semana Santa.
Son procesiones multitudinarias en las que yace una imagen de Jesucristo, sobre un anda que es llevada por cargadores, conformados en Hermandad, visten túnica y se cubren la cabeza con cucurucho, en un recorrido de hasta 18 horas, acompañados de marchas fúnebres, siendo la imagen central la de Jesús Nazareno y el Señor Sepultado; el sábado es la procesión de la Virgen de la Soledad. La celebración de cada día de la Semana Santa tiene su respectiva Liturgia.
El Vía Crucis es un rito también antiguo, en la actualidad aparece en El Libro del Peregrino elaborado en 1975 según el Nuevo Testamento y reformado en 1991 por S.S. Juan Pablo II. La gastronomía de la Semana Santa es variada, y cada país tiene sus platos o preparaciones especiales, según la abstinencia observada y las costumbres de cada región.

### En Colombia
La Semana Santa en Colombia, la introdujeron los españoles hacia 1540, y se fue arraigando en muchos lugares de nuestro país como Popayán, Mompox, Ipiales, Pamplona, Tunja, Cali, entre otras.
La Semana Santa de Popayán, es la más antigua, data de 1556, y tiene gran importancia por sus solemnes procesiones en diferentes días santos. Hoy es reconocida por la Unesco como "Patrimonio Cultural Inmaterial de la Humanidad".

### En Ipiales

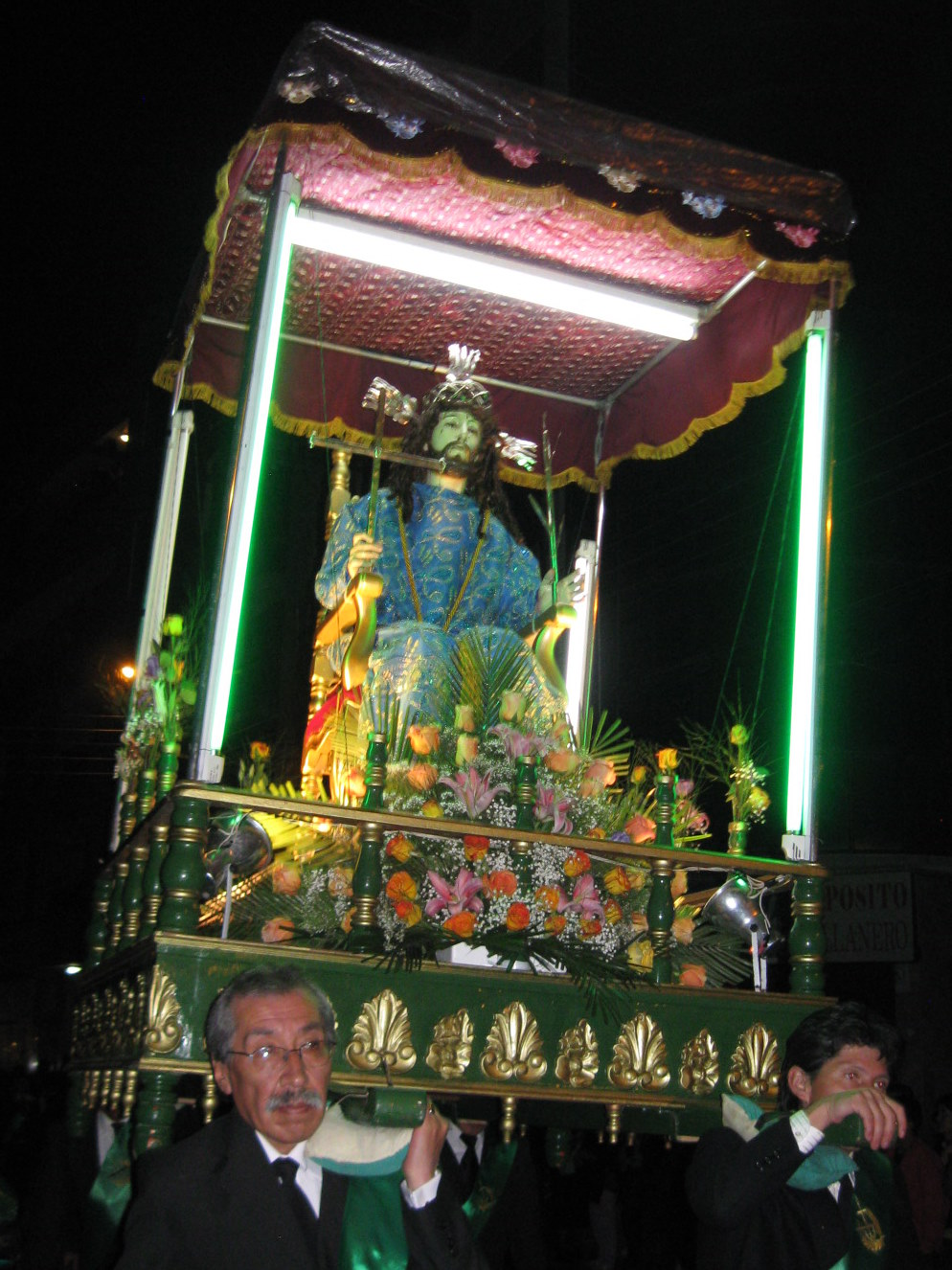
Procesión Viernes Santo-Paso del Señor de la Buena Esperanza

En Ipiales, la celebración con más de un siglo de antigüedad es de gran importancia, por su esplendor, orden, respeto, participación: de los sacerdotes, creyentes católicos, las asociaciones religiosas, vestidos de riguroso traje negro, con el santo patrono, las banderas, bandas, escudos y distintivos; otros usan sotana que (desde el 2010), ellos se preparan convenientemente con sus imágenes (representativas de cada Asociación) y andas (vistosamente adornadas con palcos, flores de variados colores, e iluminación) para darle lustre a la procesión del Viernes Santo.
A esta ceremoniosa procesión acuden los católicos, peregrinos, los habitantes del lugar y de las poblaciones cercanas con gran solemnidad y respeto; por ello se hace atractiva y debe valorarse en toda su significación: religiosa y patrimonial.
A finales del siglo XIX, en Ipiales ya se realizaba esta celebración con extrema observancia ceremonial, con prácticas penitenciales, ejercicios espirituales, vía crucis, ayuno, sermones, visita a los monumentos (arreglos litúrgicos en la parte central del templo), vigilia pascual.
En la época actual la ciudad y la región vive con fervor la Semana Santa, en especial las procesiones sacras con solemnidad y participación; es época de vivencias familiares y espirituales. Además, existe la costumbre centenaria de compartir "los doce platos y las tres ollas" en su variada gastronomía nativa.
Las costumbres incluían confesarse a tiempo, asistir a los ejercicios espirituales, buscar los alimentos y demás elementos de cocina porque en la Semana Santa era de total recogimiento; el agua y la leña se conseguían con anticipación, no se podía trabajar, ni decir groserías, “era ofensa a Dios”.
En época escolar los niños asistían a las charlas en el templo. El Domingo de Ramos, se recibía a Jesús en el borrico y con palmas de cera. Las emisoras difundían música clásica. No se podía golpear ni hablar duro porque se ofendía Jesucristo y se asistía con mucha puntualidad a todos los actos litúrgicos.
El vía crucis se realizaba en el templo recorriendo y rezando las estaciones, solo o en grupo. Se leía con mucho interés, la Historia Sagrada: el pasaje de la vida, pasión y muerte de Jesucristo. El Jueves Santo es la Cena del Señor. Se asistía a la bendición crismal, e institución del sacerdocio; se compartía con la familia y vecinos los doce platos, en la que no podía faltar la juanesca, el pescado, el chocolate con pan y queso. La leche y alimentos se regalaban a las gentes de escasos recursos.
En la tarde y noche se iba a cine, o al teatro a ver el drama de la Pasión de Cristo. El Viernes Santo, se acompañaba al Señor en el vía crucis. Se preparaba las tres ollas, o se realizaba el ayuno pascual. Se escuchaba en la radio el Sermón de las Siete Palabras. En la noche se participaba de la procesión en vivo de la pasión de Jesús.
El Sábado Santo había misa de la vigilia pascual. Y el Domingo de Resurrección de Jesucristo, se convidaba a las pascuas de Resurrección, que era una comida (caldo de gallina criolla y cuy asado), además chicha o champús, o la colada morada, elaborada con mortiño -fruto silvestre-.

## Actividades y eventos
La Semana Mayor se inicia el Domingo de Ramos; el Martes Santo, con la procesión de las siete caídas; el Jueves Santo, con el lavatorio de los pies y la visita a los monumentos; el Viernes Santo, con el vía crucis, la adoración a la Santa Cruz y la solemne procesión de más de 15 pasos, con imágenes sagradas o símbolos cristianos que portan las asociaciones religiosas de la Catedral, por las calles céntricas de la ciudad, en un recorrido de dos horas, una multitud de personas admiran estos pasos en horas de la noche.

### Jueves anterior al Domingo de Ramos
Celebración de la misa crismal, en la Iglesia Catedral San Pedro Márir de Verona por el Obispo de la Diócesis, y los demás sacerdotes de toda la diócesis.

### Domingo de Ramos
- Procesión que se dirige por las calles de la ciudad hacia la Catedral, donde concluye. Los concurrentes portan los ramos y palmas bendecidas en todos los templos de la ciudad en conmemoración de entrada de Jesús a Jerusalén.
- Solemne celebración del Domingo de Ramos.
- Vísperas Señor de la Buena Esperanza.

### Lunes Santo
- Eucaristía Señor de la Buena Esperanza, confesiones, vísperas a Jesús Nazareno.
- Procesión Semana Santa infantil con los pasos: San Juan Bautista, San Pedro Apóstol, Jesús atado a la columna, Guardia Juvenil, Jesús del Gran Poder, las siete palabras, las tres Marías, sahumadoras, ungidoras, Santo Sepulcro, banda infantil de la Policía Nacional de Colombia.

### Martes Santo
- Eucaristía a Jesús Nazareno, eucaristía a Jesús Ecce Homo, confesiones, vísperas Señor de la Humildad.
- Procesión de las siete caídas con los pasos: de Jesús Nazareno, Nuestra Señora de los Dolores, San Juan Evangelista y de María Magdalena.

### Miércoles Santo
- Eucaristía al Señor de la Humildad y confesiones.
- Concierto de música sacra en la Catedral.

### Jueves Santo
- Misas por la salud de los enfermos.
- Ceremonia de la Cena del Señor y lavatorio de pies.

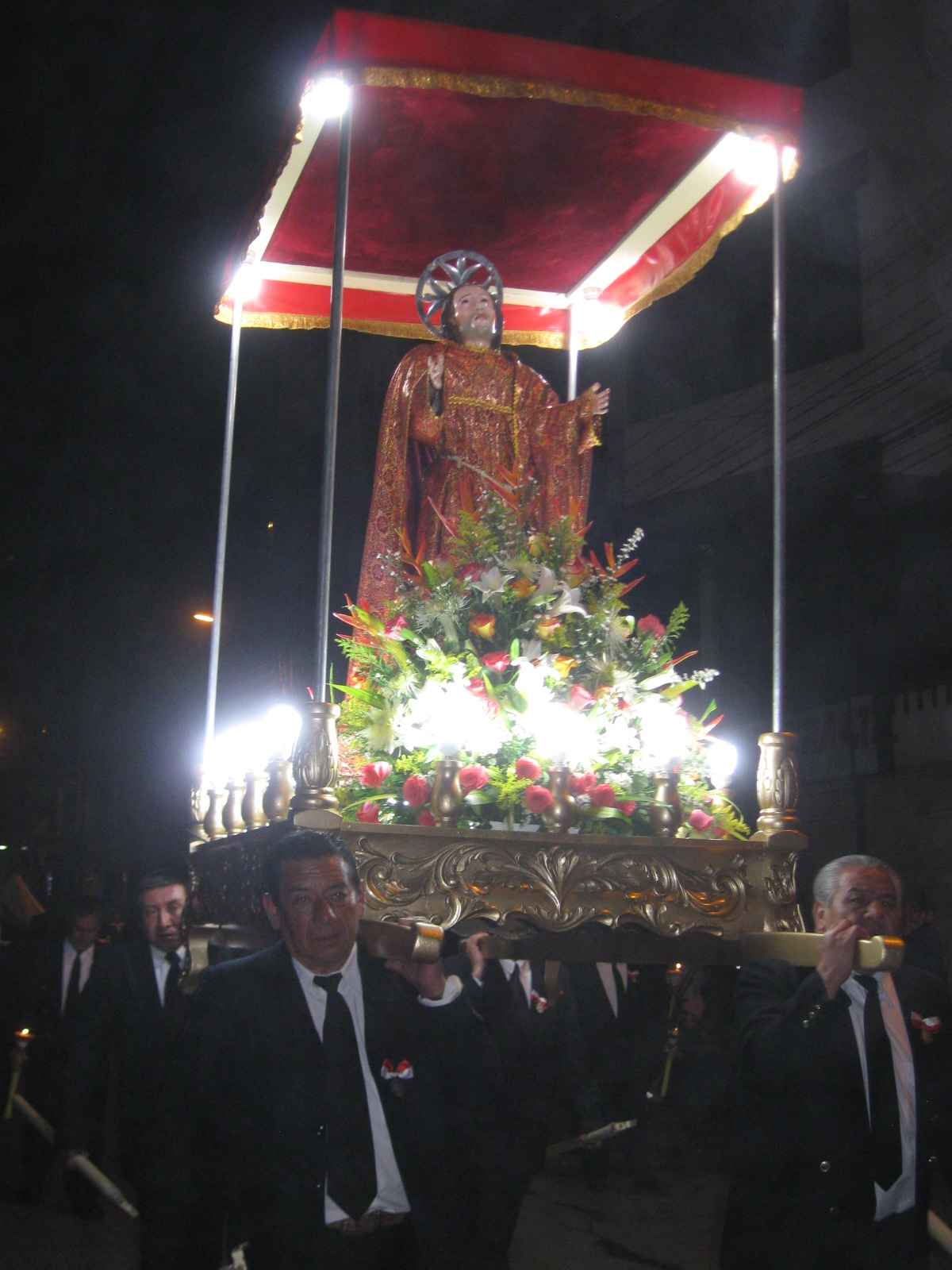
Procesión Viernes Santo-Paso de San Juan Evangelista.

- Procesión con el Santísimo Sacramento e inicio de su adoración en los altares de los templos hasta la media noche.

### Viernes Santo
- Viacrucis interparroquial desde el templo Medalla Milagrosa hasta la Catedral.
- Sermón de las 7 Palabras, liturgia de la Palabra, adoración de la santa Cruz, distribución de la comunión e inicio de la novena a Jesús de la Divina Misericordia, sermón del Descendimiento y unción del cuerpo de Cristo.
- Procesión del Santo Sepulcro.

La procesión del Viernes Santo se abre con el vehículo de la Secretaría de Tránsito, luego la Banda de paz de la Policía Nacional de Colombia, autoridades civiles y militares, personero municipal y funcionarios, lema de la Semana Santa por el Grupo Scout, las estructuras y asociaciones parroquiales, niñas sahumadoras, ungidoras, Monseñor, sacerdotes y religiosos, guardia de honor del Policía Nacional de Colombia, Banda municipal, Santo Sepulcro, Nuestra Señora de los Dolores, Bomberos y pueblo de Dios.
Los pasos son: 

San Pedro Mártir de Verona, San José, Nuestra Señora del Carmen, María Inmaculada, Asunción de la Santísima Virgen, Sagrado Corazón de Jesús, Nuestra Señora de las Lajas, San Juan Bautista, Cristo Obrero, San Juan Evangelista, Jesús Nazareno, San Pedro Apóstol, San Bartolomé, San Judas, Señor de la Columna, Señor de la Buena Esperanza, María Magdalena, Coral Miserere, Jesús Ecce Homo, Nuestro Señor de la Buena Muerte, niñas portadoras de las insignias de la pasión y sahumadoras, obispo, sacerdotes, religiosos y monaguillos, Santo Sepulcro, banda municipal de Ipiales, Nuestra Señora de los Dolores, Bomberos Voluntarios de Ipiales, y parroquianos.

### Sábado Santo
- Sermón de la soledad en los templos.
- Fogata en el parque 20 de julio.
- Vigilia Pascual en los templos con los pasos del Cirio Pascual y Jesús Resucitado.

### Domingo de Resurrección
- Eucaristías en los templos.

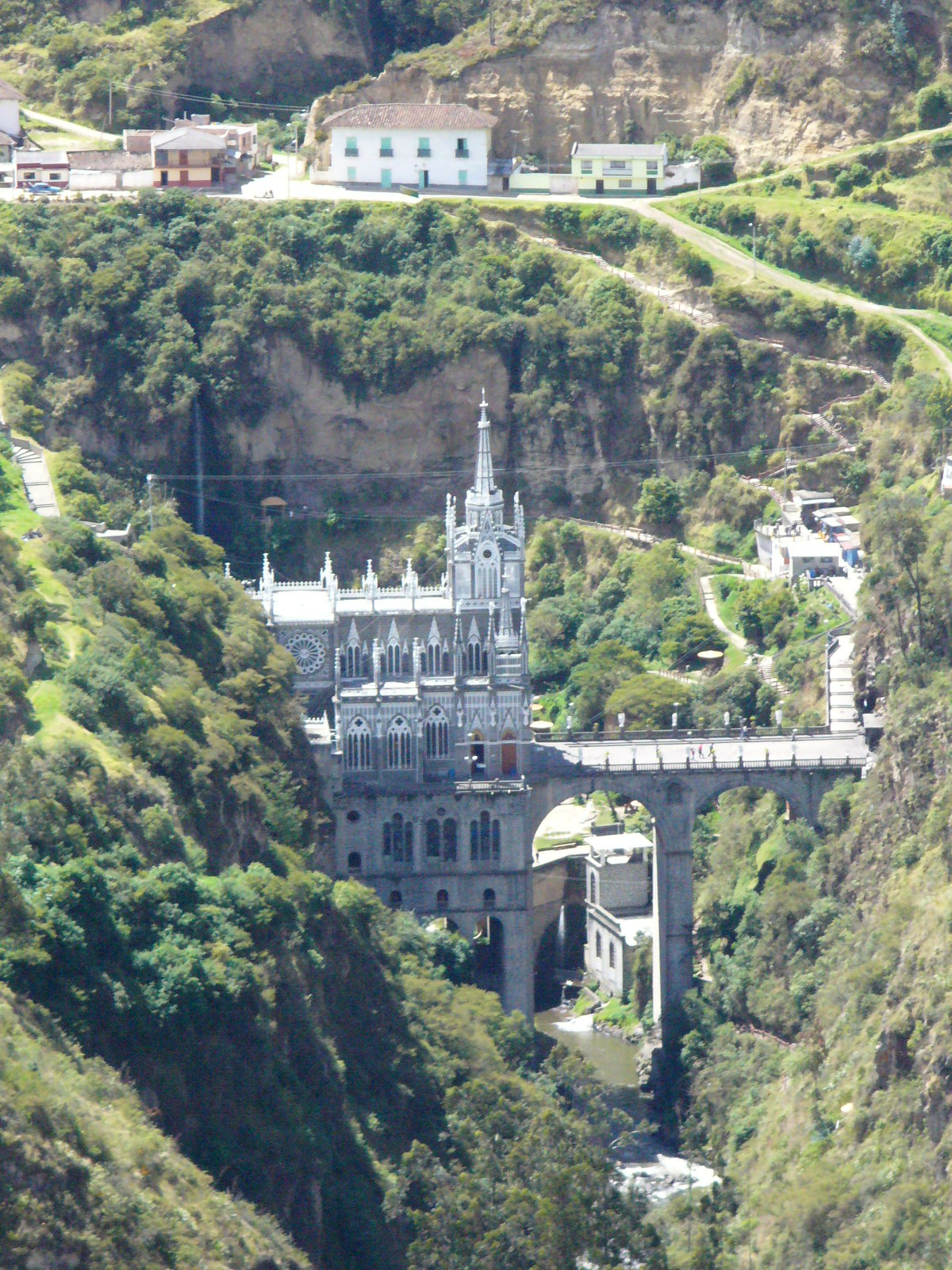
Santuario de las Lajas

- Procesión de Jesús Resucitado desde el parque Santander.
- Eucaristía de domingo de pascua.

### Domingo de la Divina Misericordia
- Eucaristía de fiesta en los diferentes templos de la ciudad.

## Peregrinación al Santuario de Las Lajas
La peregrinación al Santuario de Las Lajas lleva más de 25 años y los peregrinos se trasladan a pie en penitencia desde Pasto, Túquerres, y desde El Ángel, Ecuador para cumplir una promesa: por la salud, el trabajo, los favores recibidos, o también de turismo.
El recorrido se hace especialmente en Semana Santa, el día miércoles y jueves, millares de peregrinos en grupos de personas, acuden al Santuario, y según el trayecto o itinerario puede durar 18 horas o más desde Pasto. El Santuario de las Lajas, es el tercero en Colombia, en devoción y peregrinación.

## La iglesia Matriz, hoy Catedral
Cuando llegaron los primeros curas doctrineros, lo primero que realizaron fue construir un templo, se dice que la primera parroquia existente fue la de San Pedro Mártir, por allá en 1545.
Dominicos, franciscanos, agustinos fueron las comunidades que iniciaron la catequización de los indígenas pastos. En 1713 fray Juan Verdugo, construyó la iglesia matriz en la plaza mayor. Ipiales fue “población de capillas”, era costumbre en la Colonia, que los hacendados tengan sus adoratorios y capillas en propiedad, es por ello que Ipiales, en épocas pasadas, era población de capillas.

## Categorías
- Datos: Q5965225